# Verwaltungsgemeinschaft Untere Bode
In der Verwaltungsgemeinschaft Untere Bode waren im sachsen-anhaltischen Landkreis Halberstadt die Gemeinden Harsleben und Rodersdorf sowie die Stadt Wegeleben zusammengeschlossen. Am 1. Mai 2001 wurde die Gemeinde Rodersdorf in die Stadt Wegeleben eingemeindet. Am 1. Januar 2005 wurde die Verwaltungsgemeinschaft mit der Verwaltungsgemeinschaft Schwanebeck zur neuen Verwaltungsgemeinschaft Bode-Holtemme zusammengeschlossen.